# Dorcadion kaimakcalanum
Dorcadion kaimakcalanum är en skalbaggsart som beskrevs av Jurecek 1929. Dorcadion kaimakcalanum ingår i släktet Dorcadion och familjen långhorningar. Inga underarter finns listade i Catalogue of Life.